# Diamond Is Unbreakable
Diamond Is Unbreakable (яп. ダイヤモンドは砕けない Дайямондо ва Кудакэнаи, Несокрушимый алмаз) — четвёртая часть франшизы манги JoJo's Bizarre Adventure авторства Хирохико Араки. Серии публиковались в журнале Weekly Shonen Jump с 1992 по 1995 год. Всего были выпущены 174 главы, собранные затем в 18 томов манги. Действие сюжета происходит после Stardust Crusaders и предшествует Vento Aureo.
Изначально манга была известна, как JoJo's Bizarre Adventure Part 4: Jōsuke Higashikata (яп. ジョジョの奇妙な冒険 第4部 東方仗助 Дзёсукэ но Кимуё на Боːкэн Даи Ён Бу: Хигасиката Дзёсукэ, Невероятные приключения ДжоДжо Часть 4: Дзёсукэ Хигасиката)
По мотивам манги в 2016 году был выпущен аниме-сериал, состоящий из 39 серий, а также к выходу 4 августа 2017 года вышел полнометражный фильм с участием живых актёров.

## Сюжет
Действие происходит в Японии 1999 года, в вымышленном городе Морио, где живёт Дзёсукэ Хигасиката, внебрачный сын Джозефа. С ним связывается Дзётаро Кудзё, ближний родственник, чтобы известить о наличии наследства, которое Дзёсукэ может получить от своего отца. Сам Дзёсукэ владеет стендом и долгое время думал, что является единственным носителем подобной силы. Он расправляется с первым противником со стендом — Анджело, но узнаёт от него, что в городе есть владелец волшебных артефактов — лука и стрелы, которые, пронзая человека, наделяют его силой стенда. Дзёсукэ быстро находит их владельцев, и им оказываются братья Кэйтё и Окуясу. Создавая новых владельцев стендами, они надеялись убить своего отца, однако Кэйтё убивает стенд Red Hot Chili Pepper, принадлежащий Акире Отоиси, и крадёт лук со стрелой. Окуясу решает следовать за Дзёсукэ. Главные герои снова пытаются найти нового владельца лука и стрелы, чтобы избежать появления новых владельцев стендов.
Во второй части манги Дзёсукэ и его союзники пытаются найти и расправиться с серийным убийцей по имени Ёсикагэ Кира, который убивает женщин, чтобы потом ухаживать за их отрубленными руками. Сам Кира, чтобы скрыться от преследования, изменяет себе внешность на убитого им Косаку Кавадзири, офисного клерка, мужа и отца. Кажется, что Кира спрятался надёжно, но его начинает подозревать сын Косаку — Хаято, который может стать ключом к тому, что Дзёсукэ удастся найти серийного убийцу и спасти жизнь его будущих жертв.

## Список персонажей
Дзёсукэ Хигасиката (яп. 東方 仗助 Хигасиката Дзёсукэ) — главный герой. Внебрачный сын Джозефа Джостара и японки по имени Томоко Хигасиката. В отличие от предыдущих героев, живёт в родном городе и периодически сталкивается с владельцами стендов. Его конечная цель — найти волшебный артефакт: «лук и стрелу», превращающий людей в новых владельцев стендов, а затем расправиться с маньяком и серийным убийцей — Ёсикагэ Кирой. 
Сэйю: Юки Оно
Дзётаро Кудзё (яп. 空条 承太郎 Кудзё: Дзётаро:) — родственник Дзёсукэ. Приехал в Морио, чтобы найти владельца лука и стрелы, а затем расправиться с серийным убийцей. За 10 лет до основных событий путешествовал по свету и вступал в сражение со множеством обладателей стендов и, будучи «ветераном», обладает большим опытом в бою. Он превосходный стратег и сыщик. 
Сэйю: Дайсуке Оно
Коити Хиросэ (яп. 広瀬 康一 Хиросэ Коити) — одноклассник Дзёсукэ, быстро становится его лучшим другом. Он новичок в школе и, несмотря на свой возраст, очень низкорослый, живёт вместе с матерью и старшей сестрой. Позже между Дзётаро и им формируются отношения как между учителем и верным учеником. 
Сэйю: Юки Кадзи
Окуясу Нидзимура (яп. 虹村 億泰) — один из двух братьев Нидзимура, которые владели луком и стрелой, способными одаривать человека стендом. Очень глупый, чего не стыдится и, наоборот, часто в этом признаётся, и редко понимает логику действий Дзёсукэ. После смерти брата становится лучшим другом Дзёсукэ и его компаньоном.
Сэйю: Ватару Такаги
Рохан Кисибэ (яп. 岸辺 露伴) — известный мангака, на момент событий Diamond Is Unbreakable недавно переехал в Морио. Одиночка, избегающий общество людей, высокомерен и эгоистичен. Сначала избегал главных героев, но потом соглашается помочь им в поисках Ёсикагэ Киры. 
Сэйю: Такахиро Сакурай
Ёсикагэ Кира (яп. 吉良 吉影) — главный злодей. Холостой молодой человек 33 года, живущий в крупном поместье, офисный клерк и одновременно серийный убийца, который занимается убийством девушек старше 15 лет. С помощью своего стенда Killer Queen способен совершать преступления, не оставляя улик.
Сэйю: Тосиюки Морикава

## Манга

### Создание
Если в предыдущих работах Араки главный герой выступал в роли путешественника, то при создании манги Diamond Is Unbreakable Араки прибегает к абсолютно новой концепции, где главным местом действия становится город, в котором обитает множество носителей стендов, и создаёт вымышленный город Морио, прообразом которого послужил родной город мангаки — Сэндай. Араки заметил, что больше не мог обращаться к концепции «крутого героя» и приключений, так как после успеха Stardust Crusaders новая манга выглядела бы вторичной и вряд ли смогла бы достигнуть популярности. Поэтому Араки решил сделать особый акцент на расследованиях в условиях повседневной жизни, где главный герой, Дзёсукэ Хигасиката, выступает в роли Шерлока Холмса, а в роли доктора Ватсона — Коити Хиросэ. Мангака заметил, что использовал Коити, чтобы придать движение истории и углубить вокруг неё чувство тайны. 

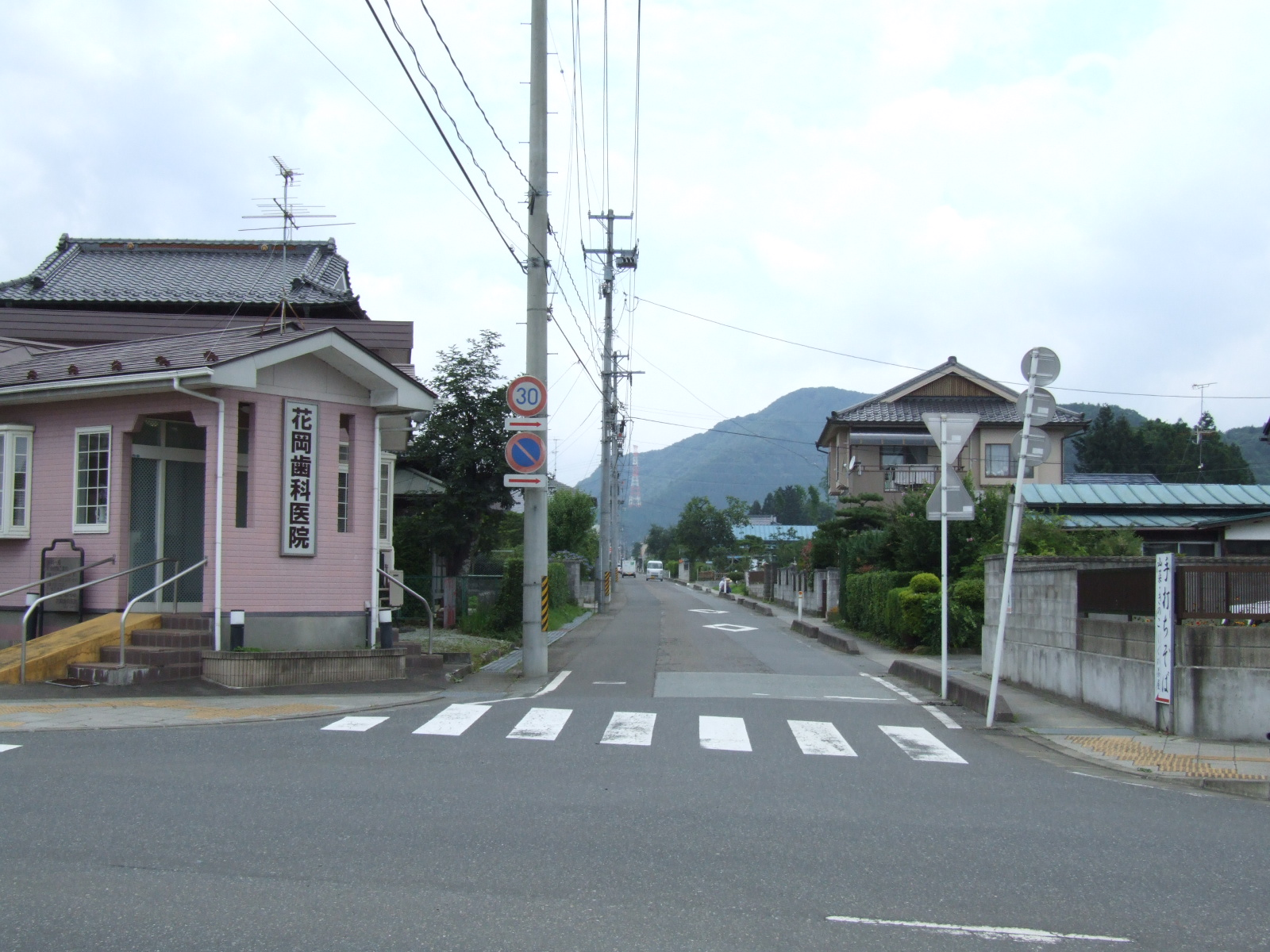
Прообразом для городка Морио стали пригородная часть японского города Сэндай.

Во время создания манги в Японии проходила активная урбанизация населения, что порождало непонимание со стороны старого и нового поколений. Эту проблему Араки решил отразить и в новой манге. В манге Араки стремился сделать больший акцент на загадочности, где антагонистами могут быть даже знакомые или соседи главного героя. Если первые три части манги можно назвать типичными фэнтези, то в четвёртой части манги делается значительный акцент на реализм и повседневность.
Работая над героями, мангака хотел ввести в сюжет некоторых старых героев из Stardust Crusaders — Дзётаро Кудзё и Джозефа Джостара. Однако, придерживаясь принципа, что главный герой остаётся опорой для сюжета и «самым интересным персонажем», Араки намеренно отвёл Дзётаро и Джозефу незначительные в сюжете роли и изменил их личностные качества, которые оправдываются прошедшими годами после событий Stardust Crusaders. Например, Дзётаро стал гораздо спокойнее и опытнее, как персонаж, а Джозеф — глубоким старцем. Одновременно опорой сюжета выступает Дзёсукэ, молодой и импульсивный герой со своими достоинствами и недостатками и проходящий свою стадию роста и развития по ходу сюжета. Коити Хиросэ, главный союзник Дзёсукэ, создавался как символ верности и дружбы, а Окуясу Нидзимура, второй главный союзник Дзёсукэ, создавался как персонаж-гэг и источник юмора. Интересная ситуация, по утверждению Араки, получилась со второстепенным персонажем по имени Рохан Кисибэ, которого Араки создал по своему подобию. Изначально Рохан должен был выступать в роли эпизодического антагониста, однако мангаке очень понравился персонаж, и он решил уделить ему больше внимания в сюжете. В какой-то момент Рохан стал любимым персонажем мангаки, однако Араки пришлось следить за тем, чтобы персонаж по-прежнему оставался в тени главных героев Дзёсукэ и Коити Хиросэ.
Создавая главного злодея Ёсикагэ Киру, Араки наделил его «философией вторичности», то есть если типичный главный злодей, как правило, сам проявляет инициативу и является «альфой» своего коллектива, то Кира, наоборот, предпочитает оставаться «серой мышью» и придерживается принципа невмешательства, проявляя инициативу лишь в целях самообороны. Такую философию персонажа Араки перенял у Кобры, главного героя из манги Space Cobra. По словам Араки, у него возникли серьёзные проблемы при написании концовки, так как способность стенда Ёсикагэ Киры Killer Queen оказалась слишком совершенной, чтобы её могли победить главные герои. Мангаке надо было продумать сюжет, где Киру было бы возможно победить. Араки отметил, «что совсем бы не удивился, что Дзёсукэ не был способен победить Киру».
Именно в этой манге Араки меняет свой авторский стиль, постепенно отказываясь от классического сёнэн-стиля персонажей из 80-х годов с перекаченными телами. Так, начиная с 30 главы манги, персонажи Араки становятся постепенно более гибкими и грациозными, их черты лица заметно смягчаются, делается акцент на объемности носа и губ. Такой стиль Араки будет продолжать и дальше развивать в следующих частях манги. При создании четвёртой и пятой частей манги Diamond Is Unbreakable и Vento Aureo автор вдохновлялся итальянской культурой, в частности скульптурами Микеланджело, с которых пытался срисовать позы персонажей.
Примечательная история, по утверждению автора, получилась со второстепенным персонажем по имени Рохан Кисибэ, так как многие читатели и знакомые Араки поверили в то, что данного персонажа автор создал по своему подобию и характеру. По этой причине некоторые знакомые решили, что Араки должен вести себя в буквальном смысле как персонаж и стали опасаться его возможного девиантного поведения, особенно когда находились в гостях у мангаки. Араки пришлось доказывать, что его поведение не такое же, как у его персонажа Рохана. Тем не менее мангака так и не дал однозначного ответа на то, создавался ли Рохан по его подобию или нет.

### Выпуск
Манга публиковалась в журнале Weekly Shonen Jump с 1992 по 1995 года. Всего были выпущены 174 главы, собранные затем в 18 томов манги. Наряду с мангой, Араки создал множество спин-оффов, где главным героем становится Рохан Кисибэ. Первый под названием
Thus Spoke Rohan Kishibe ~Episode 16.. Confessional~ (яп. 岸辺露伴は動かない〜エピソード16‥懺悔室〜 Кисибэ рохан ва угоканай ~эписо:до 16.. дзангэ-тицу) был опубликован в журнале Weekly Shonen Jump в 1997 году. Второй спин-офф под названием Thus Spoke Rohan Kishibe -Mutukabezaka- (яп. 岸辺露伴は動かない -六壁坂- Кисибэ рохан ва угоканай -Муцукабэдзака-) был опубликован в журнале Jump Square в 2007 году. Третий спин-офф Kishibe Rohan wa Ugokanai 〜 Episōdo 5: Fugō-mura 〜 (яп. 岸辺露伴は動かない 〜エピソード5:富豪村〜 Кисибэ рохан ва угоканай ~эписо:до 5: Фуго:-мура) был выпущен издательством Shueisha в 2012 году, а последний, шестой, спин-офф — Kishibe Rohan wa Ugokanai - Episōdo 6: Mitsuryō Kaigan (яп. 岸辺露伴は動かない 〜エピソード6:密漁海岸〜 Кисибэ рохан ва угоканай ~эписо:до 6 :Мицурё кайган~) в 2013 году. Четвёртый спин-офф представляет собой 123-страничный спин-офф комикс под названием Rohan au Louvre (яп. 荒木飛呂彦 岸辺露伴 ルーヴルへ行く Араки Хирохико кисибэ рохан ру:вуру э ику), написанный специально для выставки комиксов Le Louvre invite la bande dessinée в Лувре. В этом же году данная глава была опубликована во Франции и выпускалась в журнале Ultra Jump. Серия также была выпущена в феврале 2012 года в США компанией NBM Publishing. Специальный выпуск Rohan Kishibe Goes to Gucci (яп. 岸辺露伴 グッチへ行く Кисибэ рохан Гутти э ику) был создан в результате сотрудничества между автором манги, женским журналом моды Spur и итальянским брендом Gucci и впервые представлялся на выставке Gucci в Японии. Ещё один спин-офф под названием Thus Spoke Rohan Kishibe ~Episode 5: Millionaire Village~ (яп. 岸辺露伴は動かない 〜エピソード5:富豪村〜 Кисибэ рохан ва угоканай ~эписо:до 5: Фуго:-мура) был опубликован 6 октября 2012 года в журнале Weekly Shonen Jump.

## Аниме

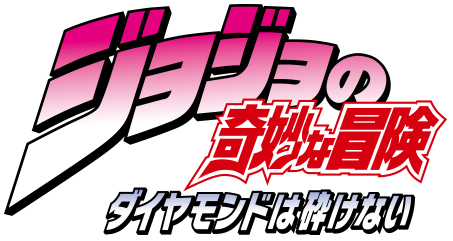
Логотип названия аниме-сериала

Впервые о предстоящем выходе аниме-экранизации стало известно 25 октября 2015 года. Премьера первой серии состоялась в апреле 2016 года. Режиссёром выступил Наокацу Цуда, за сценарий отвечал Ясуко Кобаяси, дизайн персонажей — Тэруми Нисии, а музыку к аниме писал Юго Канно. Сериал транслировался в Японии с 1 апреля по 23 декабря 2016 года. Для того, чтобы соответствовать художественному стилю манги, аниме использует сюрреалистическую цветовую гамму. Так например город выполнен в мягких и пастельных цветах, деревья имеют фиолетовый оттенок. Небо всегда жёлтое, вечернее выполнено в розовых тонах. На этом фоне сами персонажи и их стенды отличаются своими яркими тонами.
Серии, выпущенные на Blu-ray изданиях заметно отличаются от тех, что транслировались по телевидению; многие сцены были перерисованы для повышения качества, а также в некоторые сцены были добавлены детали. Из жестоких сцен с демонстрацией распотрошенных органов была убрана цензура.
Первое издание на дисковом носителе попало в список бестселлеров в Японии, DVD версия с проданными 1,179 копиями заняло 8 место по состоянию на 24-30 апреля 2017 года, а Blu-ray издание с 5,108 проданными экземплярами — пятое место. Второе издание в DVD и Blu-ray форматах по состоянию на 22-28 мая заняло 10 место с проданными 1,157 и 4,956 копиями.
Открывающую тему к 14 первым сериям четвёртого сезона по мотивам Diamond Is Unbreakable — Crazy Noisy Bizarre Town исполняла японская музыкальная группа The DU (Дзин Сирота, Дайсукэ Вадам и Дзэйту), а к 15-26 сериям это песня Chase, которую исполняла поп-рок группа Batta. Для 27-39 серий в качестве открывающей темы была использована песня Great Days которую исполнил Дайсукэ Хасэгава и Карэн Аоки . В качестве закрывающей темы была использована музыка из сингла 1996 года I Want You австралийской поп-группы Savage Garden отдельно для 39 серии для закрывающей темы была использована песня Great Days Units ver, исполненная японской группой JO☆UNITED (Хироаки Томинага, Кода, Дзин Хасимото, Дзюн Сирота, Дайсукэ Вада, Дзэйти, Тацу Хосино, Дайсукэ Хасэгава и Карэн Аоки).

## Восприятие
| Зрительский рейтинг        | Зрительский рейтинг        | Зрительский рейтинг        |
| (на 22 сентября 2017 года) | (на 22 сентября 2017 года) | (на 22 сентября 2017 года) |
| -------------------------- | -------------------------- | -------------------------- |
| Сайт                       | Оценка                     | Голосов                    |
| Anime News Network         | · ссылка                   | 142                        |
| AniDB                      | · ссылка                   | 481                        |

Персонаж Ёсикагэ Кира номинировался, как лучший злодей года на премию Villain of the Year в 2017 году, где проиграл Гаку Ясиро из Boku Dake ga Inai Machi не набрав примерно 400 голосов. 

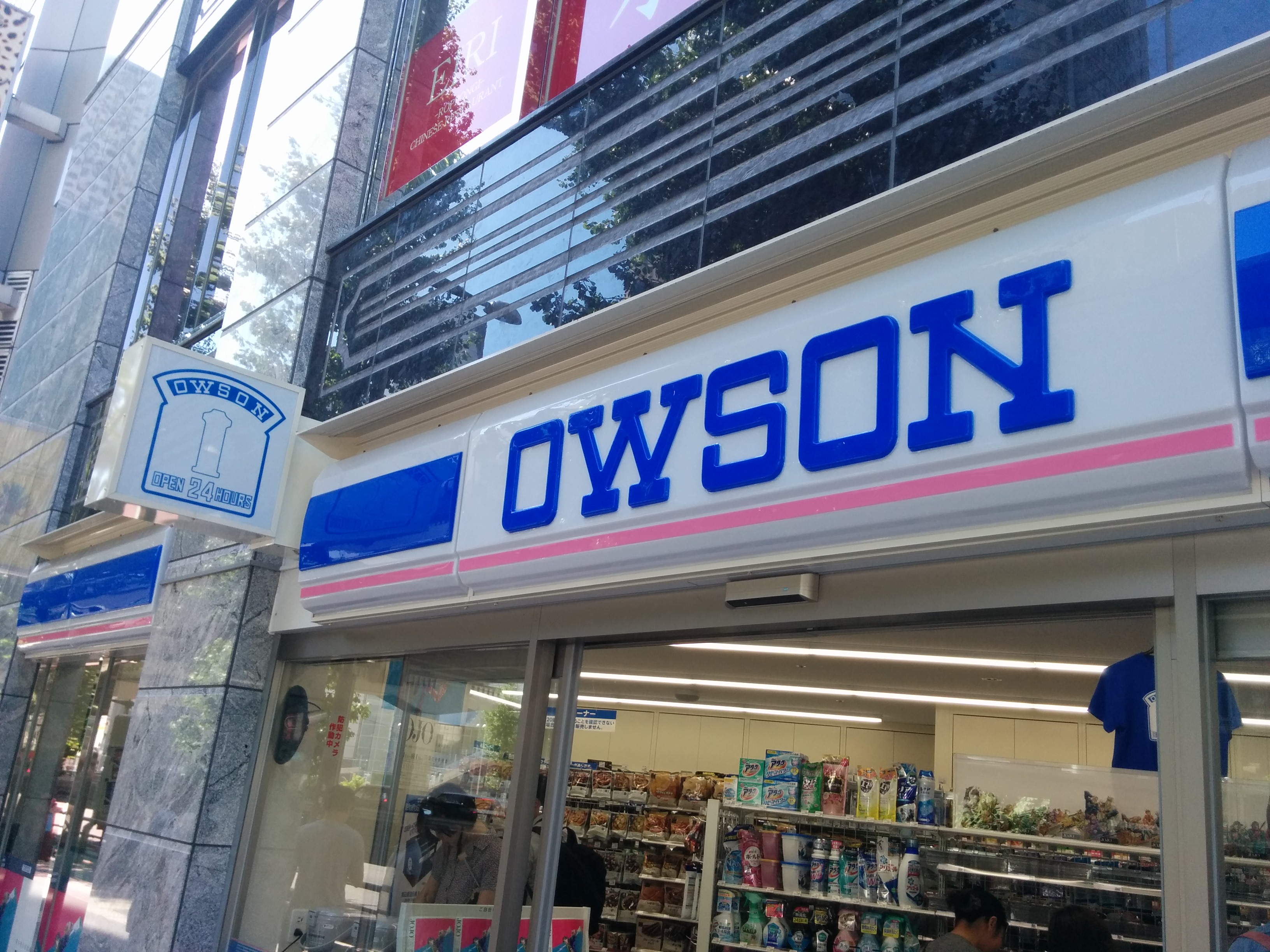
Магазин «Оусон», в Сендае. Был создан по образу вымышленного магазина в манге.

Эдж Коулдилд в своём обзоре аниме-сериала назвал его странным и дурацким. Сцены и сюжет отличается «эпичностью», нереалистичностью, раздутостью но и одновременно своей привлекательностью, что однако и делает франшизу JoJo’s Bizarre Adventure такой уникальной. При этом Diamond Is Unbreakable отличается от других серий лёгкостью повествования и непринуждённой атмосферой; если Stardust Crusaders это мышца франшизы Jojo, то Diamond Is Unbreakable — её светящийся и драгоценный камень. Персонажи обладают сложным и многослойным характером. У каждого из них есть свои собственные желания и заботы, но они прежде всего все хороши. Они не прячутся и не сгибаются по прихоти злодея. Главный злодей — Ёсикагэ Кира тоже получился крайне интересным персонажем и нетипичным злодеем например по сравнению с Дио Брандо, берущим своей колоссальной физической силой и представляющим собой чистое зло наяву; Кира действует из тени, устраивая террор героям. Сюжет раскрывает Киру, как личность со своими странностями и причудами.
По мнению критика сайта ootb-media четвёртая часть ломает канон предыдущих частей, где зло угрожало всему человечеству, так как новым антагонистом становится серийный убийца, ограниченный городом. Сам сюжет становится более детективным в отличие от предыдущих серий.

### Спасал ли себя Дзёсукэ?
Особый интерес у фанатов вызвал безымянный персонаж, который спас маленького Дзёсукэ, когда Томоко, мать Дзёсукэ, срочно везла мальчика в больницу в другой город и её машина застряла в снегу во время снежной метели. Сюжетные дыры, связанные с данным персонажем, оставленные Хирохико Араки положили начало теории среди фанатов, что незнакомец и есть сам Дзёсукэ, пришедший из будущего. В пользу данной теории приводятся факты того, что незнакомец обладал той же внешностью, что и взрослый Дзёсукэ, а также, что он внезапно появился из «неоткуда» побитым до крови в пустой местности между городами и отказался сесть в машину с Томоко. А учитывая, что одна из новых способностей стенда Ёсикагэ Киры — Bite The Dust позволяет перемещать цель во времени, то вполне вероятно, что Араки действительно изначально задумывал сюжет, где Дзёсукэ перемещается в прошлое, чтобы спасти себя от угрозы Киры, но по какой то причине решил отказаться от данного развития сюжета. Предполагается, что изначально Араки действительно хотел создать интригу вокруг того, что действительно ли Дзёсукэ спас себя в детстве, однако мангака при создании развязки истории не сумел грамотно включить данный сюжетный поворот, либо решил побыстрее закончить мангу, упустив некоторые менее важные элементы или просто забыл об этом.

### Странные Приключения ЙоЙо: Разбить бриллиант невозможно
В апреле 2016 года, на российском Первом канале транслировалось выступление японского фигуриста Кэйдзи Танаки. Сам фигурист выступал в образе главного героя Diamond is Unbreakable — Дзёсукэ Хигасикаты и под музыкальную тему Jojo's Bizarre Adventures: Diamond is Unbreakable. Русский комментатор канала вольно перевёл название сингла таким образом — «Странные Приключения ЙоЙо: Разбить бриллиант невозможно». Данная фраза стала причиной шуток среди русскоязычного фанатского сообщества Jojo.